# Oslo Pride
Oslo Pride är en årligt återkommande festival i centrala Oslo som äger rum under senare hälften av juni. Festivalen samlar alla som har sympati för eller stöder HBTQ+-rörelsen. Den  arrangeres av Fri Oslo og Viken och är Norges största  pridefestival med omkring 400 000 besökare under de tio dagar den pågår.
Spikersuppa på Eidsvolls plats är festivalområde och på programmet finns bland annat föredrag, filmfestivaler, konserter, konstutställningar och politiska debatter. Prideparaden på avslutningsdagen brukar samla uppemot 50 000 deltagare.
Festivalen har sitt ursprung i en manifestation av en Queer-grupp på universitetsplatsen i Oslo den 27 juni 1974 till minne om Stonewallupproret. Det första officiella arrangemanget och en parad hölls 1982 och sedan dess har festivalen växt från år till år. På Spikersuppa brukar det finnas festivalscener, matserveringar, barer och marknadsstånd för olika organisationer och företag.  År 2013 och 2014 hölls festivalen på rådhusplatsen i Oslo men den flyttades tillbaka till Spikersuppa, där den fortfarande hålls, året efter.
Festivalen ägs och arrangeras av Fri Oslo og Viken och planeras och drivs av omkring 80 heltidsarbetande frivilliga samt 300  under själva festivalen.
Enligt arrangörerna samlade Oslo Pride 450 000 deltagare och besökare under de tio dagar som festivalen varade 2019.
År 2020 ersattes festivalen av ett digitalt arrangemang på grund av Covid-19-pandemin och året efter begränsades aktiviteterna på festivalen av samma skäl.

## Prideparaden
Den största enskilda händelsen under festivalen är paraden som hålls den sista lördagen. Paraden startar i Grønlandsleiret och går genom Grønland, runt Oslo City, via Kirkeristen, Stortorvet, Grensen och Rosenkrantz' gate innan den hamnar på Karl Johans gate och festivalområdet i Spikersuppa 
Paraden samlar deltagare, både queera och heterosexuella, från en rad olika verksamheter, lag, organisationer, politiska partier och myndigheter. Enligt arrangörerna samlar paraden runt 50 000 deltagare, med upp till 300 000 åskådare i centrala Oslo.
2020 ledde Covid-19-pandemin till att paraden för första gången måste ställas in. Som ersättning anordnades en flera timmar lång digital paradshow som en del av festivalens andra digitala festivalprogram. Adam Schjølberg, Else Kåss Furuseth och Frida Marida ledde den digitala livesändningen.
2022 ställdes paraden in för andra gången till följd av masskjutningen i Oslo den 25 juni 2022.
2023 genomfördes paraden med 85 000 deltagare enligt arrangören, vilket var det högsta antal deltagare som paraden dittills haft.

## Historia
Evenemanget skapades som en gay pride-festival som anordnades av dåvarande LLH Oslo og Akershus 1982. I början gick festivalen under namnet Homodagene, och senare Skeive dager tills festivalen fick sitt nuvarande namn 2014.
Oslo har varit värdstad för det internationella prideevenemanget Europride två gånger: 2005 och 2014.

## Homofrydspriset och Årets hedersgay
Homofrydspriset är en årlig utmärkelse som ska gå till en eller flera personer, företag eller organisationer som under det senaste året utmärkt sig på ett positivt sätt i kampen för homosexuella, lesbiska, bisexuella och transpersoner. Priset har delats ut sedan början av 1980-talet.
Priset Årets hedershomosexuella delas ut till en person, skådespelare, lag eller organisation som "på ett utmärkt sätt har gjort en särskild insats för queerpersoners ställning i det norska samhället". Priset har delats ut sedan 1992.
Homofrydspriset och Hederspriset är de två mest prestigefyllda hederspriserna i den norska gayrörelsen. Båda priserna delas ut under Oslo Pride.